# 麥覺理字典
麥覺理字典（英語：Macquarie Dictionary，/məˈkwɒri/）是澳大利亞最權威的字典。最初由藍花楹出版社（Jacaranda Press）發行，其編輯委員會主要由麥覺理大學語言學系的學者組成。發行商其後改為麥覺理字典出版社，並由麥米倫出版公司旗下的Pan Macmillan Australia Pty Ltd.負責出版。麥覺理字典第一版於1981年發行，時至2020年已經推出第八版。